# フィレンツェ歴史地区

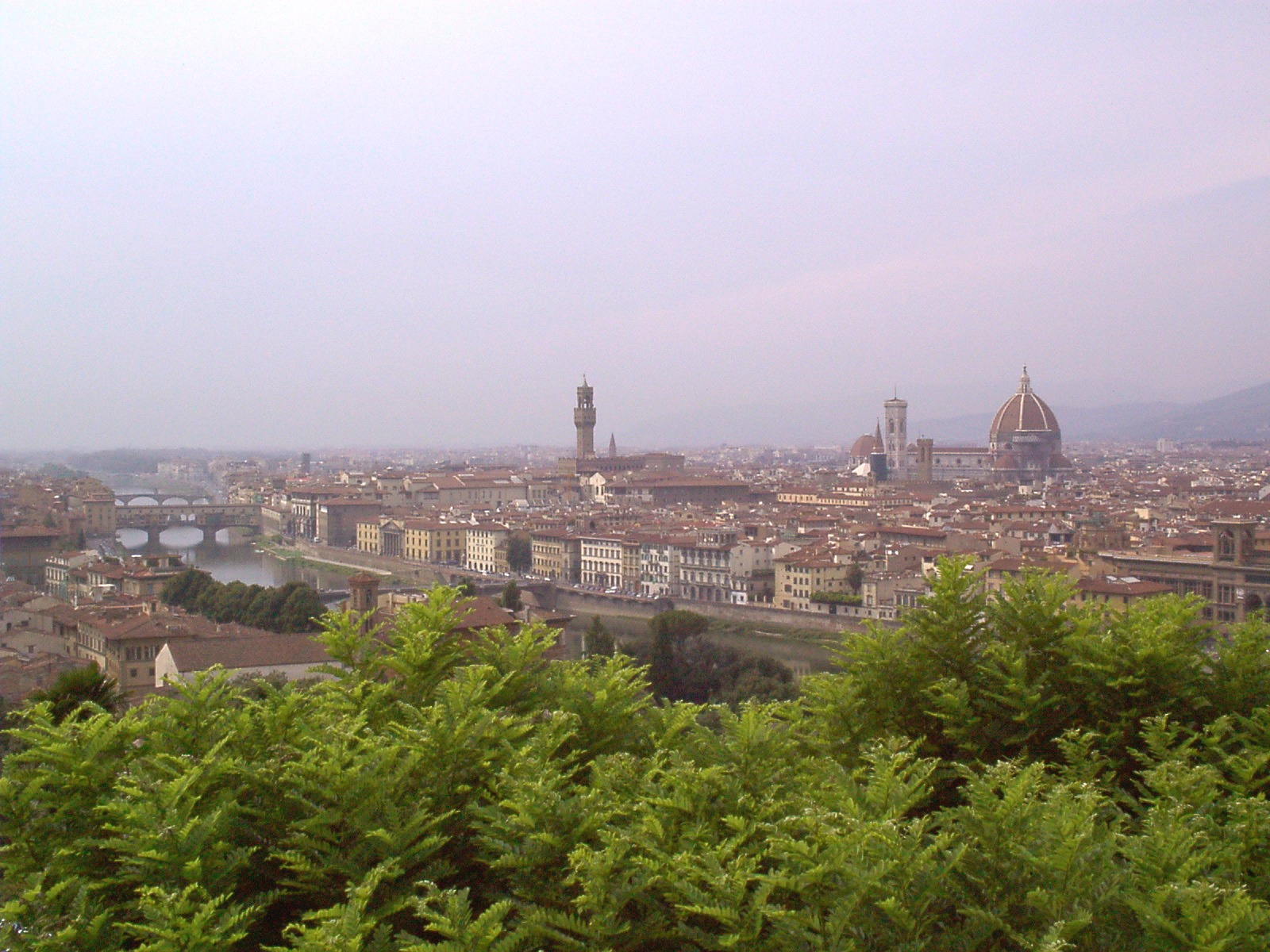
街並み

フィレンツェ歴史地区（－れきしちく  イタリア語: Centro Storico di Firenze /　英語: Historic Centre of Florence）はイタリアの都市フィレンツェの中心部。ユネスコの世界遺産(文化遺産) に登録されている（世界遺産ID:174）。歴史的な町並みが広範囲かつ集中的に保存されており、ルネッサンスの芸術、文化を眼前にみることができる。なお自治体フィレンツェについてはフィレンツェの項を参照のこと。

## 概要
フィレンツェは屋根のない博物館とも表されるほど、稀有な建築物や彫刻などの芸術作品が残る。もともとフィレンツェはエトルリア人によって創設されローマ殖民都市がおかれた。一時神聖ローマ帝国皇帝支配の時代もあったが、徐々に中小貴族や商人からなる支配体制から発展し、12世紀には事実上の自治都市となった。以後、織物業をはじめ近郊の農産物の出荷地としてしられ、金融業も発展していった。
フィレンツェの歴史はメディチ家抜きには語れない。14世紀には人口12万人を要する都市となるがその頃、ジョヴァンニ・ディ・ビッチが成功させた銀行業を継いだコジモ・デ・メディチ(コジモ・イル・ヴェッキオ)は、フィレンツェの政治を支配し、学術・芸術を振興した。多くの芸術家を庇護し、プラトン研究のアカデミーや公共図書館を設立するなどし、死後「祖国の父」と称号を贈られた。
コジモの孫のロレンツォ・デ・メディチは早くから英才教育を受け、優れた政治能力を発揮した。自身も詩人であったロレンツォは芸術家らと親しく交わり、学問・芸術を厚く保護を行い、彼の代にルネッサンスは最高潮を迎える。現在でもメディチ家の6つの球をあしらった紋章をあちらこちらで見ることができる。そののちサヴォナローラの独裁などさまざまな政争を経て、16世紀にフィレンツェはトスカーナ大公国となる。
13世紀から16世紀にかけての繁栄の中で残された歴史的建造物は、いまでも大切に保存されフィレンツェ歴史地区をかたちづくっている。ロッジア・デイ・ランツィやポンテ・ヴェッキオは中世商業都市を象徴し、パラッツォ･ヴェッキオ、シニョリーア広場は自治の歴史を思い起こさせる。またウフィツィ美術館はルネッサンス芸術の宝庫、ピッティ宮は大公国時代の華麗な遺産である。サンタ・マリア・デル・フィオーレ大聖堂は、フィレンツェ全盛期の歴史をみまもってきた。地区全体が歴史遺産として登録された理由はたゆまない都市建設の偉業によってである。

## 主な構造物

### サンタ・マリア・デル・フィオーレ大聖堂

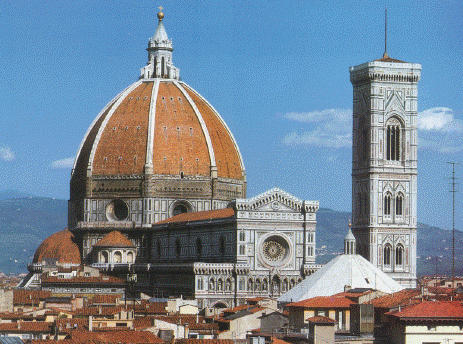
サンタ・マリア・デル・フィオーレ大聖堂

「花の聖母マリア」の意味を持つ大聖堂。イタリアにおけるゴシック建築および初期のルネサンス建築を代表するもので、フィレンツェのシンボルとなっている。
1296年に、アルノルフォ・ディ・カンピオの設計により着工。140年以上の歳月をかけて建設されたため、ゴシック・初期ルネサンス・ネオ・ゴシックの各様式が混在している。石積み建築のドームとしては現在でも世界最大である。
大聖堂の広場をへだてた東側には付属の美術館があり、教会の宝物や、かつて外部をかざっていた美術品がおさめられている。

### ヴェッキオ宮殿

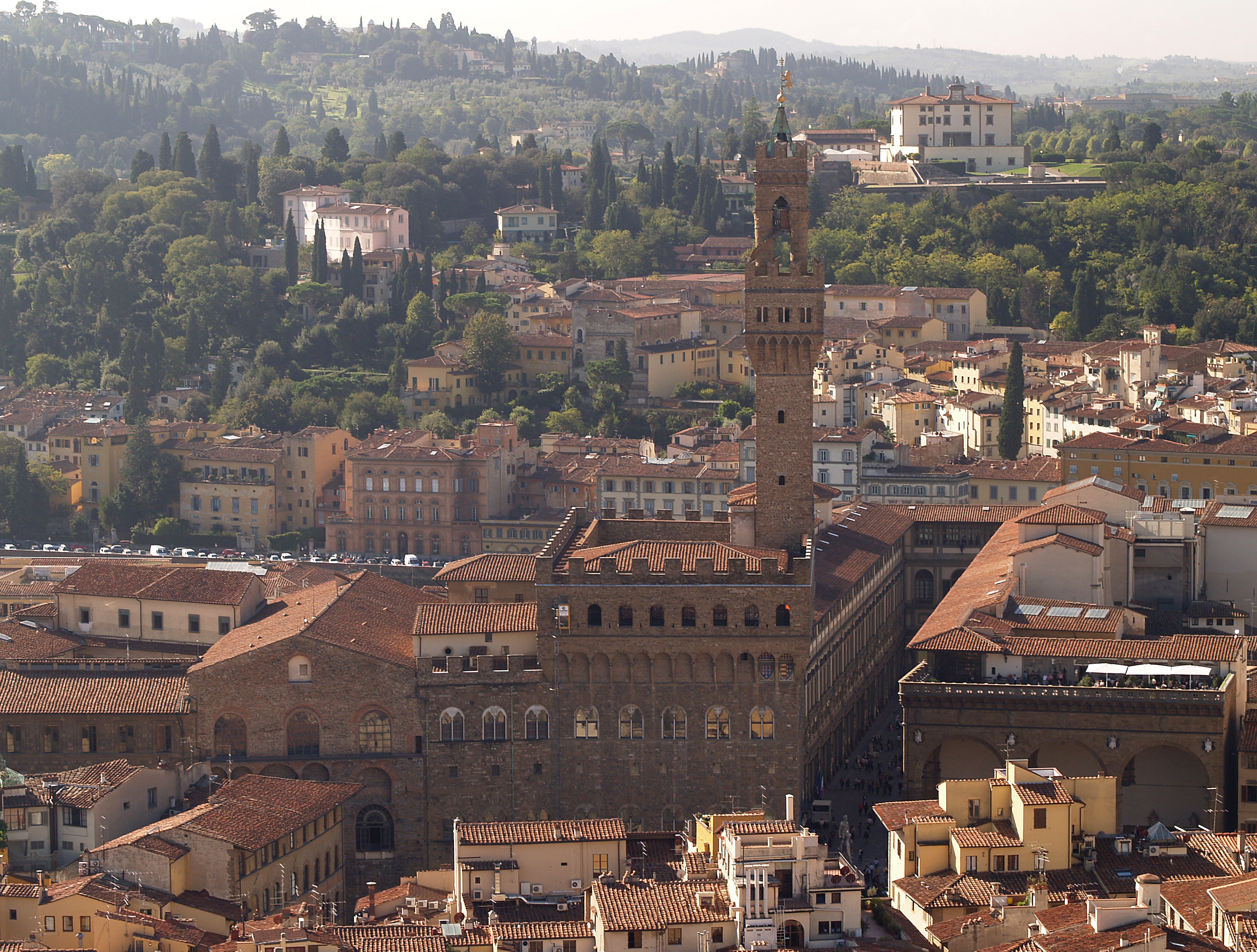
ヴェッキオ宮殿

14世紀の始めにフィレンツェの政庁舎として建築され、一時、メディチ家もピッティ宮殿へ移るまでここを住居としていた。現在は市庁舎として使用されている。3層の石造建物で塔の高さは94mある。
「500人大広間」の壁画をミケランジェロとダ・ビンチが競作したエピソードで有名（現在の壁画はジョルジョ・ヴァザーリ作）。
宮殿前のシニョリーア広場は、中世のフィレンツェの政治の中心であった。ジロラモ・サヴォナローラが火あぶりの刑に処せられた場所でもある。ミケランジェロのダビデ像が置かれていたが、現在置かれているものはレプリカ。

### ウフィツィ美術館

ヴィーナスの誕生

近代式の美術館としてヨーロッパ最古といわれる。建物はもともと、ジョルジョ・ヴァザーリの設計で1560年に着工し、1580年に完成したフィレンツェ共和国政府の政庁舎だった。したがって、ウフィツィ（Office）の名がつけられた。
もともと、メディチ家の収集した美術品を保管するため最上階が改装された。メディチ家が、1737年に断絶された後も美術品は残され一般に公開されるようになった。
ウフィツィ美術館の中心には、トリブーナと呼ばれる真珠貝が散りばめられたドーム空間が広がっている。もっとも広い部屋は、ボッティチェッリの間とも呼ばれ、サンドロ・ボッティチェッリ作の『ヴィーナスの誕生』が飾られている。またメディチ家の結婚祝としてボッティチェッリが描いた『春』も所蔵されている。

### ピッティ宮殿

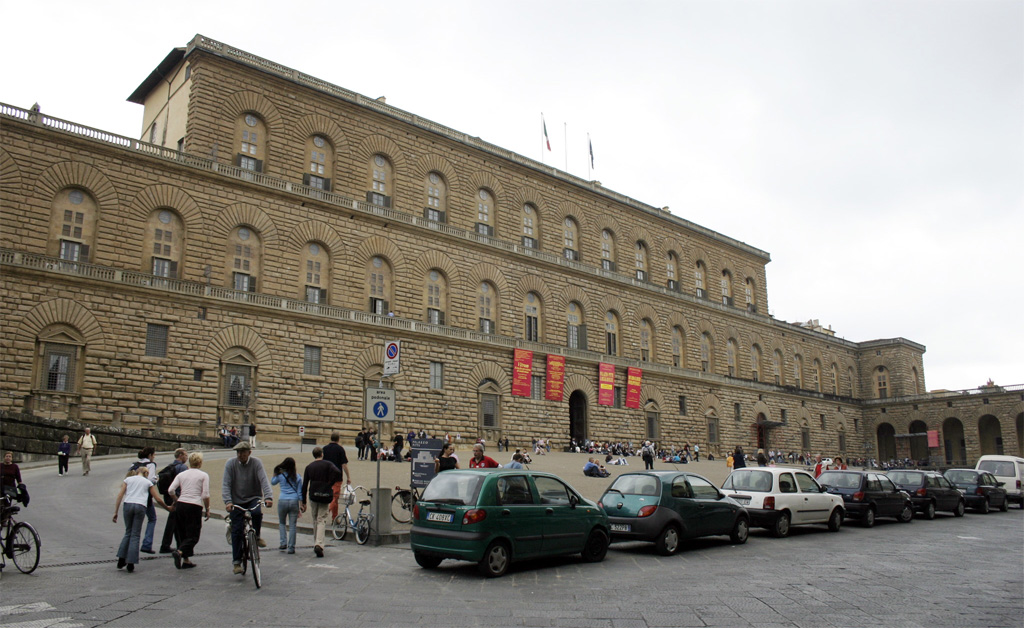
ピッティ宮殿

アルノ川の南岸に建つピッティ宮殿は、ルカ・ピッティがブルネレスキに依頼して建築し、16世紀半ばにメディチ家が購入し、歴代トスカーナ大公の居館となった。その後、数回の改築を経て18世紀ごろに現在の形となる。現在は、2つの美術館と5つの博物館になり、ヴェッキオ宮殿からウフィツィ美術館とは、ヴァザーリの回廊で結ばれている。

### ボーボリ庭園
ピッティ宮殿の背後に広がる。コジモ1世が、肺結核の妻の療養のために16世紀半ば造営したといわれている。広さは45,000m2。

### サンタ・マリア・ノヴェッラ教会

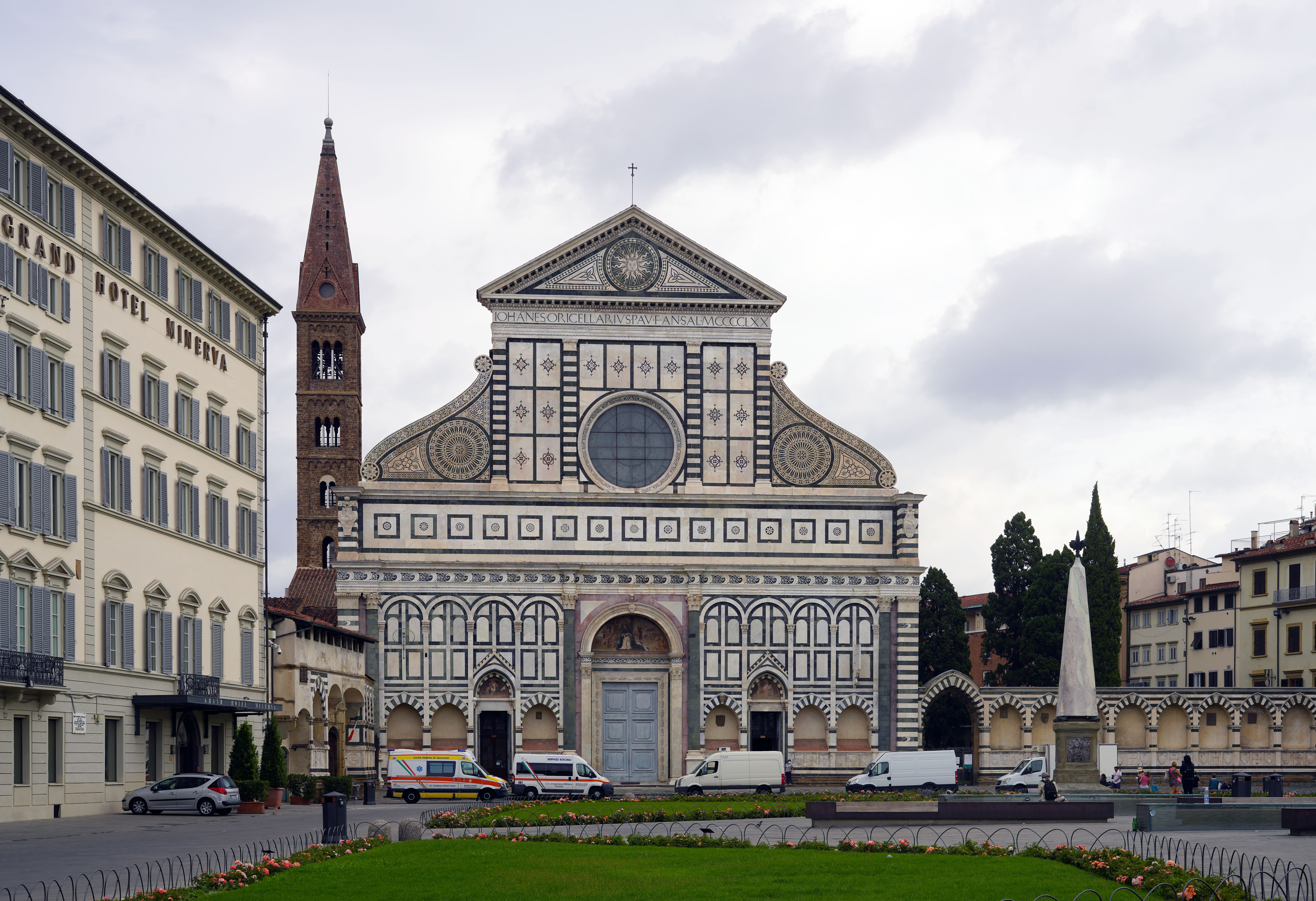
サンタ・マリア・ノヴェッラ教会

ドミニコ会の修道僧が設計し、14世紀後半に完成したゴシック様式の聖堂である。建物正面は、15世紀半ばにレオン・バッティスタ・アルベルティによる改装を受け、現在の姿になる。ゴシック様式および初期ルネサンス様式で描かれたフレスコ画は特に有名。
内部には現在まで続く世界最古の薬局「サンタ・マリア・ノヴェッラ薬局」がある。
また、レオナルド・ダ・ビンチが3年間暮らし、モナリザの製作を行った場所としても有名である。

### サンタ・クローチェ聖堂

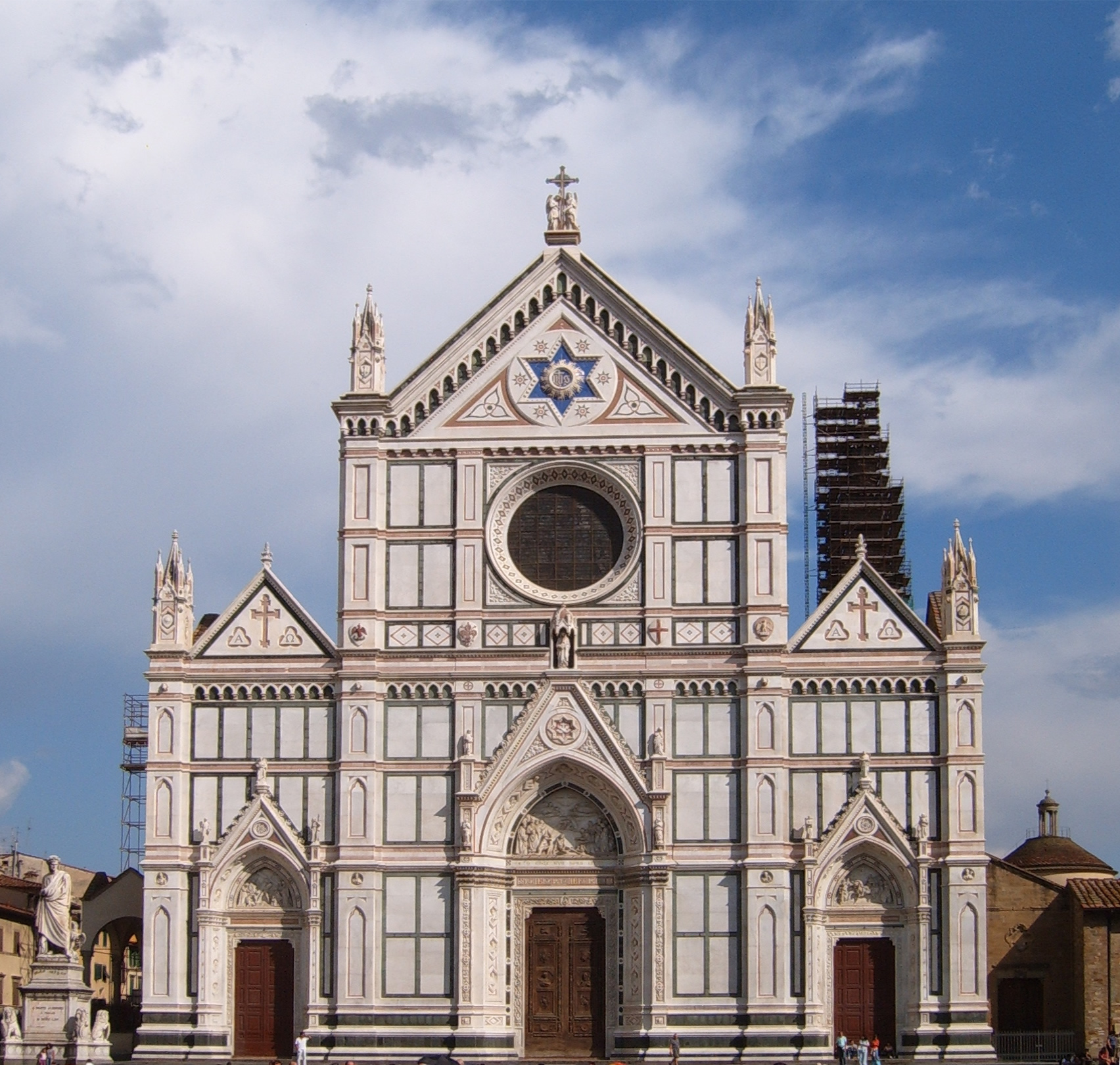
サンタ・クローチェ聖堂

14世紀後半に完成したゴシック様式の聖堂。建築家アルノルフォ・ディ・カンビオの設計である。世界最大のフランシスコ会の教会。
堂内には、ミケランジェロやガリレオ、作曲家のロッシーニなどの著名なイタリア人の墓が多数あることでも知られている。

## 登録基準
この世界遺産は世界遺産登録基準のうち、以下の条件を満たし、登録された（以下の基準は世界遺産センター公表の登録基準からの翻訳、引用である）。
- (1) 人類の創造的才能を表現する傑作。
- (2) ある期間を通じてまたはある文化圏において、建築、技術、記念碑的芸術、都市計画、景観デザインの発展に関し、人類の価値の重要な交流を示すもの。
- (3) 現存するまたは消滅した文化的伝統または文明の、唯一のまたは少なくとも稀な証拠。
- (4) 人類の歴史上重要な時代を例証する建築様式、建築物群、技術の集積または景観の優れた例。
- (6) 顕著で普遍的な意義を有する出来事、現存する伝統、思想、信仰または芸術的、文学的作品と直接にまたは明白に関連するもの（この基準は他の基準と組み合わせて用いるのが望ましいと世界遺産委員会は考えている）。